# Vojtěch Christov
Vojtech Christov (født 16. marts 1945) er en tidligere fodbolddommer fra Tjekkoslovakiet. Han dømte internationalt under det internationale fodboldforbund, FIFA, fra 1976 til 1992. Han trak sig tilbage som repræsentant for Slovakiet.

## Karriere

### EM 1984
- Vesttyskland  –  Spanien 0-1 (gruppespil).
- Frankrig  –  Spanien 2-0 (finale).

### VM 1982
- Argentina  –  Belgien 0-1 (gruppespil).

### VM 1986
- Uruguay  –  Vesttyskland 1-1 (gruppespil).